# إنامي (هيوغو)
إنامي (بالإنجليزية: Inami, Hyōgo) هي بلدات اليابان تقع في اليابان في هيوغو (محافظة).[بحاجة لمصدر] يقدر عدد سكانها بـ 31,512 نسمة .